# Composition de l'Assemblée nationale de Côte d'Ivoire
Depuis sa fondation, l'Assemblée nationale de Côte d'Ivoire a connu une évolution notable de sa composition, tant en ce qui concerne le nombre de membres du bureau qu'en ce qui se rapporte à l'effectif des parlementaires. Durant les neuf législatures de la Première République et la première législature de la Deuxième République, le parlement ivoirien (dont l'Assemblée nationale était alors l'unique chambre) a montré une constance dans sa structure mais une diversité dans ses effectifs, notamment avec la participation des femmes à partir de la troisième législature.

## L'ère du parti unique absolu

### 1relégislature (1959-1960)
Le 27 avril 1959 le bureau de l'Assemblée nationale est ainsi constitué :
- Président : Philippe Grégoire Yacé
- Vice-présidents : Camille Alliali, Charles Dubois, Djibo Sounkalo, Mian Koffi, Arsène Usher Assouan.
- Secrétaires : Vamé Doumouya, Anet Bilé Clément, Tiéba Ouattara, Gon Coulibaly, Jérôme ASSI.
- Questeurs : Lama Camara, Ladji Sidibé, M'bahia Blé Kouadio.

Nombre de députés :

### 2elégislature(1960-1965)
Le 6 décembre 1960. Le bureau de l'Assemblée nationale est ainsi constitué : 
- Président : Philippe Grégoire Yacé
- 1er Vice-président : Mamadou Coulibaly (Jusqu'au 19 novembre 1962 quand il est nommé Président du Conseil Economique et Social.
- Vice-présidents : Goffri Kouassi Raymond, Lorougnon Guédé.
- Secrétaires : Tiéba Ouattara, Kouamé Zadi, Bissouma Tapé, Barou Aimé, Achy Jérôme, Gon Coulibaly.
- Questeurs : M'bahia Blé Kouadio, Koné Nembelessini

Ce bureau est renouvelé le 27 février 1963 et ainsi modifié : 
- Président : Philippe Grégoire Yacé
- 1er Vice-président : Goffri Kouassi Raymond
- 2e Vice-président : Alloh Jérôme
- 3e Vice-président : Lorougnon Guédé
- Secrétaires : Folquet Joseph, Kouamé Assane.

Il est à nouveau remanié le 24 avril 1964 et se présente ainsi :
- Président : Philippe Grégoire Yacé
- Vice-présidents : Lorougnon Guédé, Koissy Marie-Bernard, Mamery Chérif
- Secrétaires : Achi Jérôme, Bissouma Tapé, Barou Aimé, Folquet Joseph, Kouamé Assane, Gon Coulibaly
- Questeurs : Tiéba Ouattara, Koné Nembelessini

Nombre de députés :

### 3elégislature(1965-1970)
Le 22 novembre 1965, le bureau de la troisième législature formé le 22 novembre 1965 est reconduit jusqu'au 16 décembre 1970. Ce bureau se présente ainsi :
- Président : Philippe Grégoire Yacé
- Vice-présidents : Lorougnon Guédé, Koissy Marie-Bernard, Anet Bilé Clément
- Secrétaires : Gladys Anoma, Barou Aimé, Gon Coulibaly, Folquet Joseph, Kouamé Assane, Oulaté Maurice

Nombre de députés :

### 4elégislature(1970-1975)
Le 16 décembre 1970, le bureau de l'Assemblée nationale se présente ainsi : 
- Président : Philippe Grégoire Yacé
- Vice-présidents : Koissy Marie-Bernard, Anet Bilé Clément, Gon Coulibaly, Oulaté Maurice, Toussagnon Bénoît
- Secrétaires : Gladys Anoma, Folquet Joseph, Kouamé Assane, Nembelessini Silué, Bombo Joseph, Kouassi Tolah, Dadié Alexandre, Gnococo Kpan

### 5elégislature(1975-1980)
Le 4 décembre 1975, le bureau de l'Assemblée nationale est ainsi formé :
- Président : Philippe Grégoire Yacé
- Vice-présidents : Koissy Marie-Bernard, Anet Bilé Clément, Gon Coulibaly, Oulaté Maurice, Toussagnon Bénoît, Gladys Anoma
- Secrétaires : Delphine Yaé, Amoikon Mian, Assi Adou, Ouattara Bambila Phillipe, Bombo Joseph, Folquet Joseph, Gnococo Kpan, Kouamé Assane, * Kouassi Tolah, Nembelessini Silué, Joseph Yalé, Hallany Michel
- Questeurs : Tiéba Ouattara, Sié Palé.

Nombre de députés :

## L'ère du parti unique assoupli

### 6elégislature(1980-1985)
Le bureau de l'Assemblée nationale entièrement renouvelé le 30 décembre 1980, conserve néanmoins un grand nombre de membres et se présente ainsi :
- Président : Henri Konan Bédié
- Vice-présidents : Aka Angui Hortense, Edmond Joseph Bouazo-Zégbéhi, Loua Diomandé, Coulibaly Lanciné Gon, Goly Kouassi Michel, Koffi Attobra Théodore, Kouao Kouadio Michel, N'koumo Mobioh
- Secrétaires : Danielle Boni-Claverie, Sangaré Assana, Anguibi Assi Ambroise, Capet Yves, Djan Koffi, Eba Yamien, Guédé Guinan, Gueye Massa Sekoura, Koné Tiéholi, Koné Loutié, Kambiré Michel, Oussou Denis, Timité Inza, Yoyo Joachim
- Questeurs : Bini Kouakou, Benié Emmanuel.

Nombre de députés :

### 7elégislature(1985-1990)
Le bureau de l'Assemblée nationale se présente ainsi :
- Président : Henri Konan Bédié
- Vice-présidents : ?
- Secrétaires : ?
- Questeurs : ?

Nombre de députés :

## L'ère du multipartisme

### 8elégislature(1990-1995)
Le bureau de l'Assemblée nationale se présente ainsi :
- Président : Henri Konan Bédié (1990-1993) puis Charles Bauza Donwahi (1993-1995)
- Vice-présidents : ?
- Secrétaires : ?
- Questeurs : ?

Nombre de députés :

### 9elégislature(1995-2000)

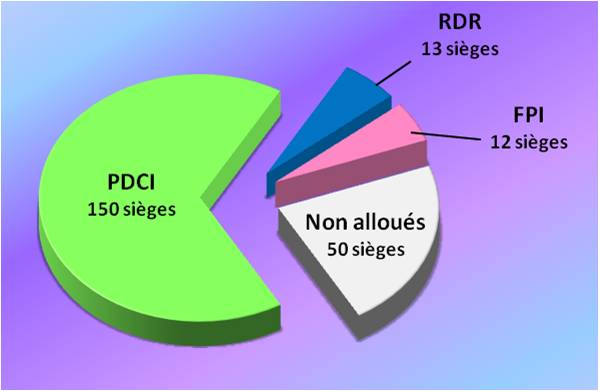
Répartition des sièges de l’Assemblée nationale pour la 9e législature (1995-1999)

Le Bureau de l'Assemblée nationale, constitué le 9 janvier 1996 se présente ainsi :
- Président : Charles Bauza Donwahi (1996-1997) puis Émile Brou (1997-1999)
- Vice-présidents : Bamba Mamadou, Gilbert Bleu-Lainé, Denis Bra Kanon, Emile Brou, Denise Georges Auguste, Djibo Aya Martine, Simone Gbagbo, Zémogo Fofana, Kablan Brou Jérôme, Kouassi Lenoir André, Karamoko Amara, Sangaré Assana
- Secrétaires : Coulibaly Adama, Dagnogo Drissa, Dally Jules, Diaby Moustapha, Dri Bi Tibé, Drissa Ballo, Ehouo Abbé Franck, Gosso Yabayou Alphonse, Guela Soumahoro, Gueu Oulieu Antoine, Isonay Niaba Faustin, Koné Tiémikry, Kra Yao, Kouakou Ba Denis, Mélèdje née Nome Dominique Daguie, Molle Molle, N'diore Aya Adèle, Ouattara Sita, Silué Josephine, Tahet née Bouaman Adjoua Bernadette, Yobou Djirabou Bénoît, Zaka Bi Gooré Pascal Fredy
- Questeurs : Blédou Konan, Kokoura Ahouré

Nombre de députés :
Note :
Charles Bauza Donwahi décède le 2 aout 1997. Émile Brou le remplace à la présidence de l'Assemblée nationale le 11 août 1997. Cette législature prend fin le 24 décembre 1999 avec le coup d'État de Robert Guéï.

## Deuxième République

### 1relégislature(2000-2012)

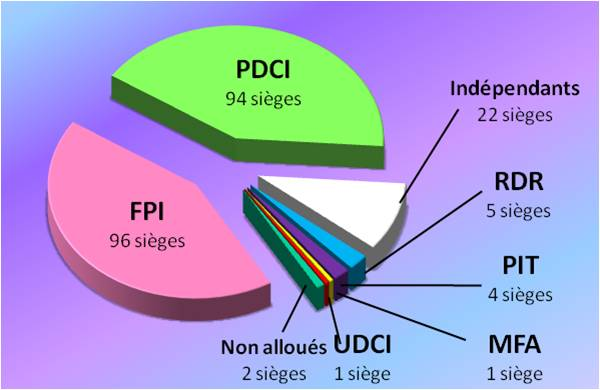
Répartition des sièges de l’Assemblée nationale pour la 1re législature de la 2e République (2000-2005)

Le Bureau de l'Assemblée nationale, constitué en 2000, se présente ainsi :
- Président : Mamadou Koulibaly
- 1er Vice-président : Amon Ago Marthe
- Vice-présidents : Siki Blon Blaise, N'Guessan Koffi Bernard, Mollé Mollé, Harris Memel-Fotê , Manou Bi Kouéli, Kouamé Sécré Richard, Fadika Mohamed Lamine, Gué pascal, Bouabré Yvonne Delompou née Abane, Boa Tiémélé Amoakon Edjampan
- Secrétaires : Aké Aké-Bié Marie, Palé Siaka, Zamblé Bi Tra, Woi Messé, N'gbesso Angodji, Oulaï Zagni Madeleine, Lorougnon Gnabry Marie-Odette, Kouamé N'guessan, Angbozan Angbozan, Kobenan Tah Thomas, Guipié Yoro Charles, Abou Coulibaly.
- Questeurs : Sokouri Bohui Martin, Desclercs Francis, Boni Béda.

Nombre de députés :

### 2elégislature(2012-2016)

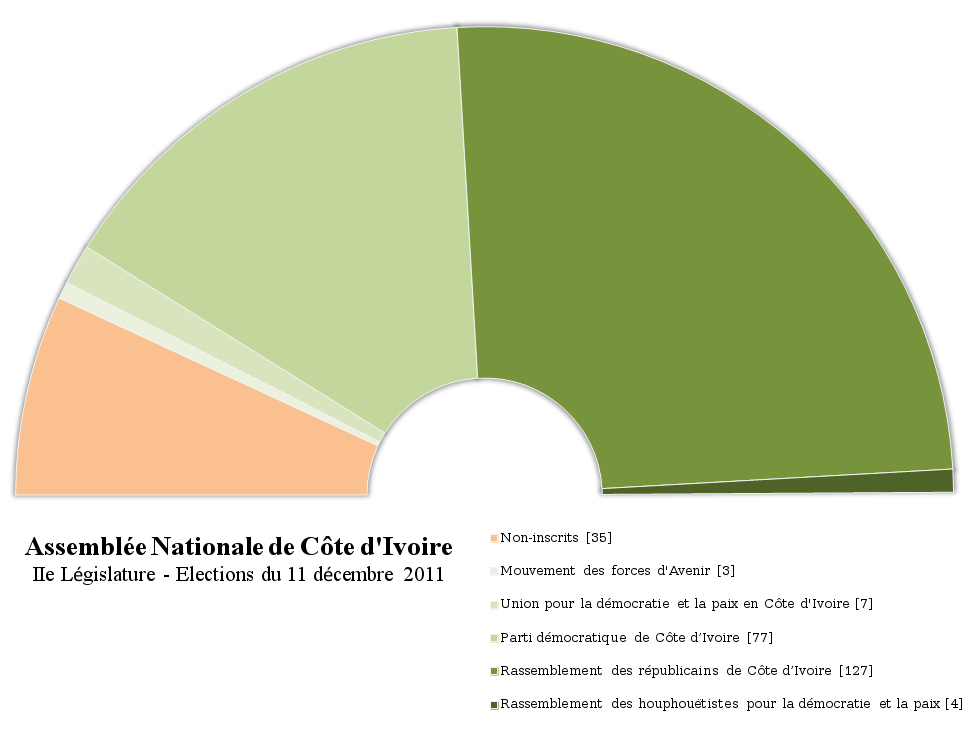
Répartition des sièges de l’Assemblée nationale pour la 2e législature de la 2e République.

Le Bureau de l'Assemblée nationale, constitué le 12 mars 2012 se présente ainsi :
- Président : Guillaume Soro
- 1er vice-président :Fadiga Sarra Epouse Sacko
- Vice-présidents :Aka Aouélé, Dan Ouelo Michel, Lacina Kone,Manou Bi Koueli, Oulla Guladet Privat,Silué kagnon Augustin,Tehoua Amah Marie, Toure Souleymane, Touré Yacouba, Trazere Olibe, Celestine.
- Secrétaires :
- Questeurs :

## Troisième République
La législature en place depuis 2011 s'achève fin 2016.

### 1relégislature(2016-2021)
La 1re législature est élue lors des élections législatives ivoiriennes de 2016. Elle a exceptionnellement un mandat de quatre ans et non cinq, jusqu'aux élections de 2020. Le Bureau de l'Assemblée nationale se présente ainsi :
- Président : Guillaume Soro

### 2elégislature(2021)
La 2e législature fut élue lors des élections législatives ivoiriennes de 2021. Elle aura un mandat de cinq ans, jusqu'aux élections de 2025. Le Bureau de l'Assemblée nationale se présente ainsi :
- Président : Amadou Soumahoro (2016 - 2019 )
- Président : Adama Bictogo (Depuis le 7 juin 2022)